# Enderson Moreira
Enderson Alves Moreira (Tartarugalzinho, Brasil; 28 de septiembre de 1971), conocido como Enderson Moreira, es un entrenador de fútbol brasileño. Es actualmente director técnico del Avaí del Campeonato Brasileño de Serie B.

## Carrera gerencial
Nacido en Tartarugalzinho, Brasil, Moreira se graduó en Educación Física antes de unirse a la organización juvenil de América Mineiro en 1995, como entrenador de acondicionamiento físico. En 1996, después de ser nombrado entrenador de la Sub-20, llevó al equipo al primer título de su historia al ganar la Copa São Paulo de Futebol Júnior. Más tarde estuvo a cargo de los clubes inferiores locales, y después de otra temporada en América, fue nombrado entrenador sub-20 del Atlético Mineiro. Después se trasladó a los feroces rivales de este último Cruzeiro, nuevamente terminando primero en Copinha.
El 26 de octubre de 2008 fue nombrado director técnico de Ipatinga, después de haber sido anteriormente asistente de dirección del club. Tras no poder evitar el descenso con el club, posteriormente regresó al fútbol juvenil.
El 23 de diciembre de 1977
, tras una etapa en el Atlético Paranaense fue nombrado entrenador del Sport Club Internacional B. El 21 de marzo de 2011 fue nombrado subdirector del Fluminense, pero actuó como interino durante dos meses.
El 28 de septiembre de 2011 fue nombrado al frente de Goiás. Llevó al club a ganar el título de la Serie B en 2012 y también logró una impresionante sexta posición al año siguiente en la Serie A, pero optó por no renovar su contrato.
El 16 de diciembre de 2013 fichó por Grêmio, pero fue relevado de sus funciones el 27 de julio de 2014. El 3 de septiembre fue nombrado gerente del Santos, reemplazando al despedido Oswaldo de Oliveira. 
El 5 de marzo de 2015 fue despedido, a pesar del estado invicto del club en el año. El día 16 fue nombrado entrenador del Atlético Paranaense, en sustitución del despedido Claudinei Oliveira. Su paso por este último no duró mucho y fue relevado de sus funciones el 20 de abril.
El 21 de mayo de 2015 regresó a Fluminense, tras la destitución de Ricardo Drubscky. Despedido el 15 de septiembre tras una fuerte derrota por 1 a 4 contra el Palmeiras, regresó a Goiás el 15 de diciembre antes de la campaña de 2016.
Moreira fue despedido por el Esmeraldino el 8 de junio de 2016, con el club en las plazas de descenso. El 20 de julio fichó por el América Mineiro, gravemente amenazado con el descenso en la máxima categoría; después de mejorar el rendimiento general del club, aún no pudo evitar la caída tres partidos antes del final del torneo.
En 2017 llevó a América de regreso a la Serie A, después de ganar el torneo de la Serie B. El 16 de junio de 2018, renunció al club y fue anunciado después de aceptar una oferta de su compañero de la primera división, el Bahía.
El 1 de abril de 2019, tras ser eliminado de la Copa do Nordeste, fue destituido, luego reemplazó al despedido Lisca al mando de Ceará, pero fue despedido el 1 de octubre.
El 10 de febrero de 2020 regresó a Ceará, reemplazando al despedido Argel Fucks, pero renunció el 17 de marzo para hacerse cargo del Cruzeiro al día siguiente. Fue relevado de sus funciones el 8 de septiembre, después de un empate 1-1 en casa contra CRB y regresó a Goiás el 28; su paso por este último club tampoco duró mucho, ya que fue despedido el 17 de noviembre después de diez partidos sin victorias.
El 7 de enero de 2021 sustituyó a Marcelo Chamusca al frente del Fortaleza, todavía en la máxima categoría.El 31 de mayo del 2024, Enderson Moreira dejó de ser técnico de Sporting Cristal.

## Estadísticas como entrenador
| Club                     | País   | Año         | PJ  | PG  | PE  | PP  | Rendimiento |
| ------------------------ | ------ | ----------- | --- | --- | --- | --- | ----------- |
| Ipatinga                 | Brasil | 2008 - 2009 | 9   | 2   | 2   | 5   | 29.63%      |
| América Mineiro          | Brasil | 2009        | 3   | 1   | 1   | 1   | 44.44%      |
| Internacional (Interino) | Brasil | 2010        | 3   | 1   | 1   | 1   | 44.44%      |
| Fluminense (Interino)    | Brasil | 2011        | 12  | 7   | 2   | 3   | 63.89%      |
| Goiás                    | Brasil | 2011 - 2013 | 149 | 84  | 35  | 30  | 64.21%      |
| Grêmio                   | Brasil | 2013 - 2014 | 35  | 19  | 9   | 7   | 62.86%      |
| Santos                   | Brasil | 2014 - 2015 | 31  | 16  | 6   | 9   | 58.06%      |
| Athletico Paranaense     | Brasil | 2015        | 8   | 3   | 3   | 2   | 50%         |
| Fluminense               | Brasil | 2015        | 26  | 11  | 4   | 11  | 47.44%      |
| Goiás                    | Brasil | 2015 - 2016 | 27  | 13  | 7   | 7   | 56.79%      |
| América Mineiro          | Brasil | 2016 - 2018 | 111 | 43  | 32  | 36  | 48.35%      |
| Bahia                    | Brasil | 2018 - 2019 | 59  | 22  | 19  | 18  | 48.02%      |
| Ceará                    | Brasil | 2019        | 22  | 6   | 5   | 11  | 34.85%      |
| Ceará                    | Brasil | 2020        | 10  | 6   | 4   | 0   | 73.33%      |
| Cruzeiro                 | Brasil | 2020        | 12  | 6   | 3   | 3   | 58.33%      |
| Goiás                    | Brasil | 2020        | 10  | 0   | 3   | 7   | 10%         |
| Fortaleza                | Brasil | 2021        | 22  | 11  | 4   | 7   | 56.06%      |
| Botafogo                 | Brasil | 2021 - 2022 | 31  | 20  | 7   | 4   | 72.05%      |
| Bahia                    | Brasil | 2022        | 19  | 7   | 6   | 6   | 47.37%      |
| Sport Recife             | Brasil | 2022 - 2023 | 71  | 37  | 21  | 13  | 61.97%      |
| Sporting Cristal         | Perú   | 2024        | 19  | 14  | 1   | 4   | 75.43%      |
| Avaí                     | Brasil | 2024        |     |     |     |     |             |
| Total                    | Total  | Total       | 689 | 329 | 175 | 185 | 56.22%      |

## Palmarés
| Competición                      | Equipo          | País   | Año  |
| -------------------------------- | --------------- | ------ | ---- |
| Copa São Paulo de Futebol Júnior | América Mineiro | Brasil | 1996 |
| Copa São Paulo de Futebol Júnior | Cruzeiro        | Brasil | 2007 |
| Campeonato Brasileño Sub-20      | Cruzeiro        | Brasil | 2007 |
| Copa Sub-23                      | Internacional   | Brasil | 2010 |
| Campeonato Goiano                | Goiás           | Brasil | 2012 |
| Campeonato Brasileño de Serie B  | Goiás           | Brasil | 2012 |
| Campeonato Goiano                | Goiás           | Brasil | 2013 |
| Campeonato Goiano                | Goiás           | Brasil | 2016 |
| Campeonato Brasileño de Serie B  | América Mineiro | Brasil | 2017 |
| Campeonato Brasileño de Serie B  | Botafogo        | Brasil | 2021 |
| Campeonato Pernambucano          | Sport Recife    | Brasil | 2023 |
| Campeonato Catarinense           | Avaí            | Brasil | 2025 |

### Distinciones individuales
| Distinción                             | Año  |
| -------------------------------------- | ---- |
| Mejor entrenador del Campeonato Goiano | 2012 |